# Mycobacterium malmoense
Mycobactérium malmoense  (лат.) — вид медленно растущих микобактерий.
Впервые информация о патологии лёгких человека, вызванной данным видом микобактерий была опубликована в 1977 году учёными Schroder и Juhlin. Вид назван в честь города Malmo в Швеции.
Входит в группу близкородственных видов NTBC (англ. Non Mycobacterium tuberculosis complex), способных вызывать микобактериозы. Представители вида M. malmoense являются микроаэрофилами, 60% штаммов гидролизуют пиразиамид, никотинамид и мочевину. Отмечено, что в ряде случаев, несмотря на чувствительность выделенных культур к антибиотикам in vitro, результаты терапии часто не удовлетворительны. Описаны случаи прогрессирующего течения заболевания и летальных исходов.
Согласно таблице Davidson’а роль Mycobacterium malmoense в заболеваемости микобактериозом человека оценивается в 6 баллов по 10-балльной шкале.